# Clase Colossus (1944)
La Clase Colossus fue una clase de 16 portaaviones ligeros de la Royal Navy. Dos Colossus (Perseus y Pioneer) fueron adaptados para mantenimiento en lugar de combate. Un lote modificado para aviones a reacción fue la Clase Majestic. Todos los Majestic fueron vendidos a marinas de la Commonwealth. Uno nunca fue completado y posteriormente desguazado.

## Diseño
Al ser hundidos en diciembre de 1941 el HMS Prince of Wales y el Repulse por aeronaves de base terrestre, quedó clara la vulnerabilidad de barcos sin apoyo frente a un ataque aéreo, y demostró la urgente necesidad de un arma aeronaval más grande. 
En los inicios de la Segunda Guerra Mundial, el Reino Unido operó portaaviones de escolta y de combate. Sin embargo, los de escolta fueron diseñados solamente para operar como defensa de convoyes y no estaban preparados para un papel ofensivo. Dada su baja velocidad y su pequeño tamaño fueron reemplazados por portaaviones de mayor efectividad. Por otra parte, los portaaviones de combate eran difíciles de fabricar y necesitaban una estructura demasiado grande. La conversión de buques mercantes fue considerada en una época, pero fue rechazada debido a la necesidad de transportar combustible.
La clase Colossus surgió como una solución rápida a esta escasez crítica de portaaviones de combate. Estos portaaviones se basaron en el diseño de la precedente Clase Illustrious, pero se redujo el tamaño, y presupuesto para que estuviesen disponibles en el plazo de dos años. Para acelerar la construcción, la clase Colossus fue desarrollada más bien como una nave comercial que con estándares militares.
Los primeros cuatro portaaviones Colossus fueron terminados en diciembre de 1944 y fueron inmediatamente despachados al Lejano Oriente. Las naves de la clase Colossus no poseían las cubiertas de vuelo blindadas que habían protegido con eficacia a los portaaviones de clase Illustrious contra ataques de los kamikazes durante la Operación Iceberg. Después de la Segunda Guerra Mundial, la clase proporcionó una manera barata de proyectar la presencia de la marina de guerra real. Algunos de los portaaviones sirvieron en la guerra de Corea. Con un costo operativo reducido, transportaban una buena cantidad de aviones. Varias de estas naves fueron vendidas a países que los hicieron continuar en servicio hasta la década de 1990.

## Características
Portaaviones ligero de 15 000 t de desplazamiento, 697,8 pies (212,7 m) de eslora, 80,4 pies (24,5 m) de manga y 20,3 pies (6,2 m) de calado; 2× turbinas de vapor + 4× calderas (40 000 shp, velocidad 24 nudos, autonomía 12 000 mn); de armamento 9× cañones 40 mm; 1500 tripulantes + 48 aeronaves.

## Lista de portaaviones
| Nombre        | Número | Constructor | Asignado | Transferido a                                  | Re-transferido a                    | Destino            |
| ------------- | ------ | ----------- | -------- | ---------------------------------------------- | ----------------------------------- | ------------------ |
| HMS Colossus  | R15    |             |          | Francia (Arromanches)                          |                                     | Desguazado en 1978 |
| HMS Triumph   | R16    |             |          |                                                |                                     | Desguazado en 1981 |
| HMS Warrior   | R31    |             |          | Canadá (préstamo 1956-1958, HMCS Warrior)      | Argentina (ARA Independencia)       | Desguazado en 1971 |
| HMS Perseus   | R51    |             |          |                                                |                                     | Desguazado en 1958 |
| HMS Glory     | R62    |             |          |                                                |                                     | Desguazado en 1958 |
| HMS Venerable | R63    |             |          | Países Bajos (HMNLS Karel Doorman II)          | Argentina (ARA Veinticinco de Mayo) | Desguazado en 1999 |
| HMS Theseus   | R64    |             |          |                                                |                                     | Desguazado en 1962 |
| HMS Ocean     | R68    |             |          |                                                |                                     | Desguazado en 1962 |
| HMS Vengeance | R71    |             |          | Australia (préstamo 1953-1955, HMAS Vengeance) | Brasil (NAeL Minas Gerais)          | Desguazado en 2004 |
| HMS Pioneer   | R76    |             |          |                                                |                                     | Desguazado en 1954 |